# 19 Batalion Saperów (1939)
19 batalion saperów (19 bsap) – pododdział saperów Wojska Polskiego II RP z okresu kampanii wrześniowej.
Batalion nie występował w pokojowej organizacji wojska. Został sformowany w 1939 w alarmie przez 3 batalion saperów z Wilna dla 19 Dywizji Piechoty.

## Struktura i obsada etatowa
Obsada personalna we wrześniu 1939:
Dowództwo batalionu
dowódca – mjr Stanisław Maculewicz
zastępca dowódcy – NN
- 1 kompania saperów – ppor. Igor Karpuk
- 2 kompania saperów – por. Wiktor Szymkiewicz
- 3 zmotoryzowana kompania saperów
- kolumna saperska
- kolumna pontonowa